# Kurt Blumenfeld
Kurt Yehuda Blumenfeld (ur. 29 maja 1884 w Olecku, zm. 21 maja 1963 w Jerozolimie) – niemiecki prawnik i polityk, przywódca syjonistyczny pochodzenia żydowskiego.

## Życiorys
W latach 1904–1909 studiował nauki prawne na Uniwersytecie Fryderyka Wilhelma w Berlinie, na Uniwersytecie Alberta Ludwika we Fryburgu oraz na Uniwersytecie Albertyna w Królewcu. Został członkiem syjonistycznego akademickiego stowarzyszenia Theodor Herzl. W 1909 został sekretarzem Federacji Syjonistycznej w Niemczech. W latach 1911–1914 był sekretarzem generalnym Światowej Federacji Syjonistycznej. W latach 1913–1914 redagował w Berlinie czasopismo Die Welt. W 1914 po raz pierwszy odwiedził Palestynę. Od 1924 (według innych od 1923) do 1933 był prezesem Federacji Syjonistycznej w Niemczech. W 1931 przyjechał z wizytą do Polski (był m.in. w Pałacu Prasy w Krakowie). W 1933 wyemigrował do Palestyny. Od 1936 był dyrektorem Funduszu Keren Hayesod. Po kilkuletnim pobycie w Nowym Jorku, w 1945 zamieszkał w Palestynie.

## Życie prywatne
Od 1913 roku żonaty z Jenny Hurwitz. Od lat 30 XX wieku był przyjacielem Hannah Arendt.

## Publikacje
- Kurt Blumenfeld und Hans Tramer: Erlebte Judenfrage. Ein Viertel-Jahrhundert deutscher Zionismus., Stuttgart 1962
- Im Kampf um den Zionismus. Briefe aus fünf Jahrzehnten., Stuttgart 1976
- Hannah Arendt und Kurt Blumenfeld: ... in keinem Besitz verwurzelt. Die Korrespondenz, hrsg. von Ingeborg Nordmann und Iris Pilling, Hamburg 1995, ISBN 3-88022-806-X